# Municipio de Smith (condado de Cleveland)
El municipio de Smith (en inglés: Smith Township) es un municipio ubicado en el condado de Cleveland en el estado estadounidense de Arkansas. En el año 2010 tenía una población de 424 habitantes y una densidad poblacional de 4,02 personas por km².

## Geografía
El municipio de Smith se encuentra ubicado en las coordenadas 33°53′19″N 92°8′18″O / 33.88861, -92.13833. Según la Oficina del Censo de los Estados Unidos, el municipio tiene una superficie total de 105.36 km², de la cual 105,11 km² corresponden a tierra firme y (0,24 %) 0,25 km² es agua.

## Demografía
Según el censo de 2010, había 424 personas residiendo en el municipio de Smith. La densidad de población era de 4,02 hab./km². De los 424 habitantes, el municipio de Smith estaba compuesto por el 97,17 % blancos, el 2,36 % eran afroamericanos, el 0,24 % eran asiáticos y el 0,24 % eran de una mezcla de razas. Del total de la población el 0 % eran hispanos o latinos de cualquier raza.